# タイガー・ガール
『タイガー・ガール』（Tiger Girl）は、2017年のドイツのドラマ映画。
監督はヤコブ・ラス、出演はエラ・ルンプフとマリア・ドラグシなど。

## ストーリー
警察官を目指すマギーは猛勉強を経て採用試験を受けるが、身体能力検査で大失敗して試験に落ちてしまう。次の採用試験に備えて警備会社のトレーニングコースを受ける日々。ある夜、地下鉄でチンピラに絡まれている際に突然現れた“タイガー”に助けられる。彼女の自由奔放な性格に最初は戸惑うマギーだったが、“バニラ”というニックネームを与えられ、気づけばタイガーと行動を共にするようになる。 社会のルールにとらわれず自分に素直に生きるタイガーに惹かれていき、今まで自分の中に閉じ込めていた“生き方”を少しずつ解放していくバニラだったが、次第に彼女の暴走が始まる。

## キャスト
- エラ・ルンプフ
- マリア・ドラグシ
- エノ・トレブス
- オルセ・フェルドショー
- ベンジャミン・ルツケ
- フランツ・ロゴフスキ
- ウルリック・ブルッフホルツ
- ラナ・クーパー
- ロバート・グヴィスデク